# Jord (musikgrupp)
Jord är en svensk folkmusikgrupp med deltagare från Pajala, Vittangi och tidigare även Kiruna. I huvudsak består gruppens musikrepertoar av traditionell tornedalsk folkmusik och nyskriven musik i samma stil. Gruppen framför ofta sångerna på flerstämmigt manér. Förutom på meänkieli framför Jord sånger på svenska.
Gruppen bildades i Kiruna 1999 av Susanne Rantatalo, Janne Johansson och Saga Dagnesjö som tidigare spelat tillsammans i folkmusikgruppen Spett och spade och gitarristen Gun Olofsson. I och med medlemsbytet ville de ha ett nytt namn och bildade namnet Jord som en akronym av medlemmarnas efternamn, men även med innebörden att de spelar en folklig och jordnära musik. Erling Fredriksson hörde gruppen på Rallarfesten och anslöt snart.
2006 deltog Jord i de europeiska minoritetsspråkens sångtävling, Liet-Lávlut.
2019 bestämde sig gruppen för att ta en paus.

## Medlemmar
Ständiga:
- Susanne Rantatalo – sång, slagverk
- Janne Johansson – sång, dragspel, kantele, kalimba

Andra i tidsordning:
- Saga Dagnesjö[4] – flöjter
- Gun Olofsson[4] – sång, flöjt, gitarr
- Erling Fredriksson[5] – sång, kontrabas, harpa
- Johanna Lindgren[7] – sång

## Diskografi
- 2002 – Väylän virrassa – i älvens ström, Caprice Records, Cap 21693
- 2005 – Mailmale – uti världen, Svensk Musikproduktion, smp 107
- 2011 - Nice matka

## TV-medverkan
- Kexi på SVT2  (17 december 2006)